# Entomacrodus cadenati
Entomacrodus cadenati је зракоперка из реда Perciformes.

## Угроженост
Подаци о распрострањености ове врсте су недовољни.

## Распрострањење
Ареал врсте је ограничен на Сао Томе и Принсипе.

## Станиште
Станиште врсте су слатководна подручја.